# Erhard Wetzel
Erhard Wetzel, in der Literatur auch fälschlich Ernst Wetzel oder Alfred Wetzel genannt (* 7. Juli 1903 in Stettin; † 24. Dezember 1975), war ein deutscher Jurist, der in der Zeit des Nationalsozialismus im Reichsministerium für die besetzten Ostgebiete (RMfdbO) für den NS-Chefideologen Alfred Rosenberg als „Judenreferent“ arbeitete. Bekannt geworden ist Wetzel in der Nachkriegszeit aufgrund des von ihm verfassten so genannten Gaskammerbriefes. Der Brief ist das bislang früheste Dokument, das die Verbindung zwischen der T4-Aktion und der systematischen Vernichtung von Juden in Europa bezeugt. Wetzel beteiligte sich darüber hinaus – und nicht zuletzt – durch seine Teilnahme an den Nachfolgekonferenzen der Wannsee-Konferenz an diesen Mord-Aktionen. Ebenso wirkte er bei verschiedenen Aktionen im Rahmen der Umsetzung des Generalplans Ost mit, mit dem die Politik einer Germanisierung der besetzten Ostgebiete verfolgt wurde.

## Weimarer Republik
Wetzel wurde am 7. Juli 1903 in Stettin als Sohn des Gerichtsvollziehers Erich Wetzel und dessen Ehefrau Clara geb. Golchert geboren. Einen Teil seiner Jugend verbrachte er in Jakobshagen in Pommern, bevor der Vater 1909 nach Potsdam versetzt wurde. Dort besuchte Wetzel zunächst die Städtische Vorschule und anschließend das Viktoria-Gymnasium. Von 1920 bis 1922 gehörte er dem Deutschvölkischen Schutz- und Trutzbund an. 1921 bestand er die Reifeprüfung und immatrikulierte sich folgend für sieben Semester an der Friedrich-Wilhelms-Universität zu Berlin, wo er Rechts- und Staatswissenschaften studierte. Wetzel bestand 1925 die Erste juristische Staatsprüfung am Kammergericht in Potsdam und wechselte anschließend nach Göttingen. Er wurde 1928 an der Georg-August-Universität Göttingen mit der staatsrechtlichen Dissertationsschrift Der Ausschluss von Vereinsmitgliedern zum Dr. jur. promoviert. Sein Rechtsreferendariat absolvierte er ab 1925 in Potsdam bei der Staatsanwaltschaft, dem dortigen Amts- und Landgericht sowie bei einem niedergelassenen Rechtsanwalt. Nach bestandener zweiter juristischer Staatsprüfung wurde er zum Gerichtsassessor ernannt und wurde als Anwalts- und Notarvertreter von Februar 1930 bis November 1933 an Amts- und Landgerichten in Berlin und Brandenburg tätig.

## Nationalsozialismus

### Karriere in der Reichsleitung und Amtsgerichtsrat
Im Mai 1933, kurz nach der „Machtergreifung“ der Nationalsozialisten in Deutschland, trat Wetzel in die NSDAP ein. Von 1935 bis 1937 war er als Gaupressewalter des NS-Rechtswahrerbundes, dem er seit Mai 1933 angehörte. Ab Mai 1935 arbeitete er zudem ehrenamtlich für das Rassenpolitische Amt in der NSDAP-Reichsleitung im Amt für Rasse und Recht. Bereits 1934 wurde er für diese Tätigkeit von Staatssekretär Roland Freisler, dem späteren Präsidenten des „Volksgerichtshofs“, berufen. Im Rassenpolitischen Amt wurde er 1939 zum Hauptstellenleiter ernannt.
Von Dezember 1933 bis Oktober 1939 war Wetzel am Amtsgericht Potsdam tätig, wo er Anfang August 1936 zum Amtsgerichtsrat ernannt wurde.

### Rassenbeauftragter in Posen
Nach dem Beginn des Zweiten Weltkriegs wurde Wetzel zu einem Mitarbeiter Heinrich Himmlers im Amt des Reichskommissars für die Festigung deutschen Volkstums (RKFDV). Infolge des Überfalls der deutschen Wehrmacht auf Polen im September 1939 arbeitete Wetzel ab Oktober 1939 als Beauftragter für alle rassenpolitischen Fragen beim Chef der Zivilverwaltung in Posen (Warthegau), SS-Obergruppenführer Arthur Greiser. Nur wenige Tage später, am 25. November 1939, verfasste er zusammen mit Günther Hecht, dem Leiter der Abteilung für Volksdeutsche und Minderheiten im Rassenpolitischen Amt der NSDAP, eine geheime Denkschrift mit dem Titel Die Frage der Behandlung der Bevölkerung der ehemaligen polnischen Gebiete nach rassepolitischen Gesichtspunkten. Gegenstand dieser Schrift war die „Aussiedlung“ von „Polen“ und „Juden“ in ein „Restgebiet“. Ferner ist in dieser Schrift zu lesen:
„Grundbesitz der Polen ist zu enteignen. Ein kulturelles Eigenleben ist auszuschließen; keine polnischen Schulen, keine Gottesdienste in polnischer Sprache; keine polnischen Restaurants, Theater, Zeitungen usw.“
Im April 1940 wurde Wetzel Reichshauptstellenleiter beim Rassenpolitischen Amt. Von diesem Zeitpunkt an bis zum Oktober 1941 nahm er wieder seine Arbeit als Amtsgerichtsrat auf. Mit der anderen Hälfte seiner Arbeitszeit war er für das Rassenpolitische Amt tätig und übernahm unter anderem den Vorsitz am Erbgesundheitsgericht in Potsdam.

### Rassenbeauftragter im Ostministerium

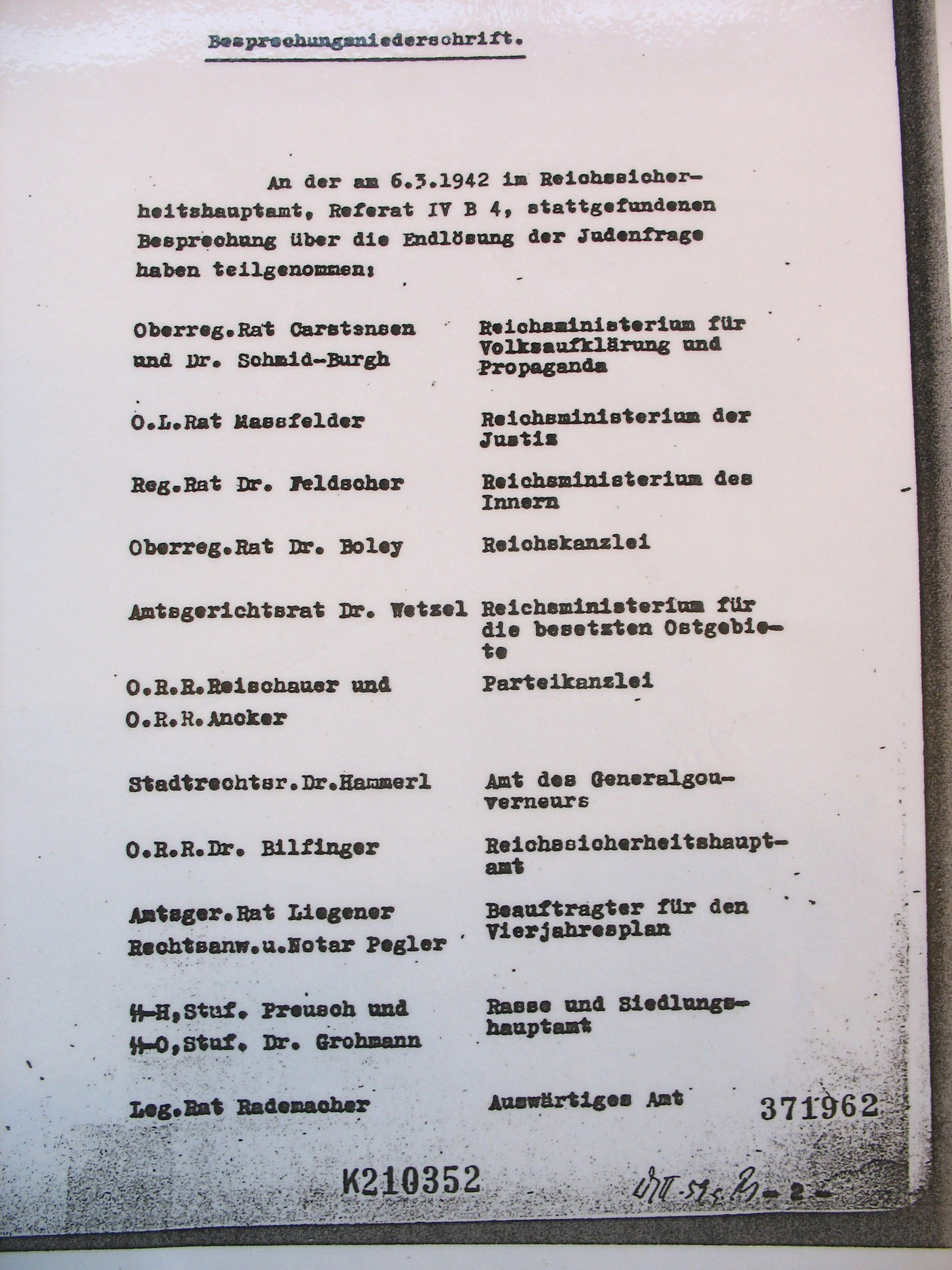
Wetzel als Teilnehmer der zweiten Folgekonferenz zur Wannseekonferenz am 6. März 1942 im Eichmannreferat

Nach dem Überfall auf die Sowjetunion im Juni 1941 und der offiziellen Einsetzung des NS-Chefideologen sowie Reichsleiters Alfred Rosenberg im Juli 1941 in das Amt des „Ostministers“ wurde Wetzel als Vertreter des Rassenpolitischen Amtes in das neu entstandene Reichsministerium für die besetzten Ostgebiete (RMfdbO) abgeordnet, wo er ab Oktober 1941 als „Judensachbearbeiter“ in der Politischen Abteilung des RMfdbO arbeitete. Diese Abteilung wurde seit Juni 1941 von dem Diplomaten und Juristen Otto Bräutigam geleitet, einem wichtigen Verbindungsmann des RMfdbO zum Auswärtigen Amt. Am 25. Oktober 1941 schickte Wetzel einen Brief an Reichskommissar Hinrich Lohse ins Reichskommissariat Ostland nach Riga. Dieser sogenannte Gaskammerbrief ist das früheste schriftliche Zeugnis, das die Verbindung zwischen der T4-Aktion und dem Genozid an der jüdischen Bevölkerung in Europa dokumentiert. Der Brief belegt zugleich, dass Wetzel, Bräutigam und das RMfdbO nicht nur an der Judenvernichtung beteiligt waren, sondern auch um die „Euthanasie“-Morde wussten. Anlässe des Briefes waren, wie Wetzel schrieb, „sehr zahlreiche Erschießungen von Juden“ in Wilna. Ziel müsse es deshalb sein, eine geordnete Lösung jenseits der Öffentlichkeit durchzuführen, und Viktor Brack habe bereits erklärt, „bei der Herstellung der erforderlichen Unterkünfte [= Gaskammern] sowie der Vergasungsapparate mitzuwirken“.
Am 20. Januar 1942 nahmen Ministerialrat Georg Leibbrandt und Staatssekretär Alfred Meyer, beide ebenfalls zentrale Mitarbeiter Alfred Rosenbergs im RMfdbO, an der Wannseekonferenz teil, wobei der Massenmord an den Juden, bezeichnet als „Endlösung der europäischen Judenfrage“, koordiniert wurde. Erhard Wetzel nahm am 29. Januar 1942 in den Räumen des RMfdbO in der Berliner Rauchstraße 17/18 an einer Besprechung teil, auf der das „Ergebnis der Staatssekretärbesprechung vom 20. Januar 1942“ besprochen wurde. Teilnehmer dieser Konferenz waren nachgeordnete Vertreter verschiedener Ministerien, der Parteikanzlei sowie des Oberkommandos der Wehrmacht. Über den Genozid an der jüdischen Bevölkerung in den besetzten Ostgebieten war Wetzel genauestens informiert. Nicht zuletzt nahm er auch an der zweiten Nachfolgekonferenz zur „Endlösung der Judenfrage“ im Reichssicherheitshauptamt (RSHA) am 6. März 1942 teil. Noch im September 1942 wurde Wetzel zum „Hauptgruppenleiter für Siedlungsfragen“ des RMfdbO und in den Rang eines Regierungsrats befördert. In dieser Position nahm er dann auch an der Endlösungskonferenz am 27. Oktober 1942 im Eichmannreferat des RSHA teil.
Am 7. Februar 1942 verfasste Wetzel einen geheimen Bericht für Otto Bräutigam über eine Besprechung am 4. Februar 1942 im Berliner RMfdbO über die Frage der rassischen Eindeutschung, insbesondere in den baltischen Ländern. An der Sitzung nahmen neben Vertretern des RMfdbO auch Vertreter der Dienststellen von Heinrich Himmler sowie der Rassenanthropologe Eugen Fischer vom Kaiser-Wilhelm-Institut teil. Dabei erwog das RMfdbO, „ob nicht durch die Industrialisierung des baltischen Raumes zweckmäßigerweise die rassisch unerwünschten Teile der Bevölkerung verschrottet werden könnten“. Für die ländliche Bevölkerung Polens behaupteten die Dienststellen Himmlers, dass dort nur „3 % rassisch wertvoller“ Menschen lebten; für die städtische Bevölkerung gebe es noch keine Zahlen. Die Teilnehmer dieser Sitzung kamen zu dem Schluss, „dass bezüglich der Frage des Ostlandes vorher eine genaue Überprüfung der Bevölkerung zu erfolgen hat, die nicht als rassische Bestandsaufnahme firmiert werden darf, vielmehr als hygienische Untersuchung u. dgl. getarnt werden muss, damit keine Unruhe in der Bevölkerung entsteht.“
Am 13. März 1942 erörterten Erhard Wetzel, Adolf Eichmann und Franz Rademacher vom Auswärtigen Amt in einer Besprechung die Einzelheiten von Deportationen. Am 27. April 1942 setzte sich Wetzel – gegen den Vorschlag von Wolfgang Abel aus dem Rasse- und Siedlungshauptamt der SS, die „russische Rasse“ zu „germanisieren“ – für die Durchführung einer Geburtenkontrolle ein und verfasste am selben Tag eine Stellungnahme und Gedanken zum Generalplan Ost des Reichsführers SS, wobei er die Vernichtung von „etwa 5 bis 6 Mill. Juden“ einkalkulierte. Alfred Rosenberg ließ, ebenfalls an diesem Tag, die Richtlinien für die besetzten Ostgebiete ergänzen. Tataren, Zigeuner und Menschen mit orientalischem Aussehen seien ebenfalls auszurotten. Anfang Juli 1942 wurde Wetzel zum Oberregierungsrat ernannt und offiziell Mitarbeiter des RMfdbO. Er leitete das Sonderdezernat „Rassenpolitik“ und wurde später Gruppenleiter der Führungsgruppe „Deutschtum, Siedlungs- und Rassenpolitik“.
Im August 1944 wurde Wetzel zum Ministerialrat befördert. 1961 entdeckten zwei hannoversche Staatsanwälte, die im Münchner Institut für Zeitgeschichte nach Schriftstücken Wetzels forschten, unter dem Aktenzeichen P/1137a/44g einen am 1. Dezember 1944 verfassten Bericht, der nachweist, dass Wetzel an der „Euthanasie“-Aktion beteiligt gewesen ist. Nach einem Besuch lettischer Kinderheime regte er darin an, in Swinemünde und Ahlbeck „verschiedene Kinder“ der „Sonderbehandlung“ nach den „Bestimmungen über Eugenik und Rassenpflege“ zu unterziehen.
Gegen Kriegsende wurde Wetzel zum Volkssturm in Potsdam eingezogen. Anfang Mai 1945 war er für wenige Tage in der Sammelstelle Michendorf inhaftiert, wo ihm am 4. Mai 1945 die Flucht gelang.

## Nachkriegszeit

### Speziallagerhäftling in der Sowjetischen Besatzungszone und Strafverfolgung in der DDR
Wetzel wurde in seiner Potsdamer Wohnung am 19. Mai 1945 festgenommen und war danach in den Speziallagern Ketschendorf, Frankfurt/Oder, Landsberg und Buchenwald interniert. Mitte Februar 1950 wurde er in das Zuchthaus Waldheim überstellt und im Zuge der Waldheimer Prozesse angeklagt. Am 4. Mai 1950 wurde Wetzel wegen außerordentlicher Unterstützung des NS-Gewaltherrschaft zu 15 Jahren Zuchthausstrafe und Einzug seines Vermögens zur Wiedergutmachung verurteilt. Nachdem am 5. Mai 1950 der Staatsanwalt aufgrund der Schwere der Wetzel zur Last gelegten Taten in Revision ging, wurde aufgrund des Strafausspruchs erneut verhandelt. Wetzel wurde am 8. Juni 1950 zu 25 Jahren Zuhaus verurteilt. Die Große Strafkammer des Landgerichts Chemnitz begründete die Erhöhung der Haftstrafe unter anderem folgendermaßen:
„In der ersten Verhandlung war das Gericht von dem Standpunkt ausgegangen, daß das Ostministerium nichts mit den Verbrechen in Polen, insbesondere in Maidanek [!] und Auschwitz zu tun habe. Diese Ansicht ist irrig, und das Gericht hat in der zweiten Verhandlung die Feststellung getroffen, daß der Angeklagte als Spezialist in rassepolitischen Fragen als Ministerialrat ein wichtiges Rad und zwar ein Treibrad in dieser Maschinerie darstellte.“
Nach einem Gnadenerlass wurde die Haftstrafe sukzessive reduziert. Am 31. Dezember 1955 wurde Wetzel schließlich aus der Strafvollzugsanstalt Torgau entlassen. Kurz darauf siedelte er in die Bundesrepublik Deutschland über.

### Innenministerium
Im Februar 1956 wurde er als Heimkehrer anerkannt, und im Mai 1956 bekam er eine Anstellung als Ministerialrat im niedersächsischen Innenministerium, wurde allerdings im Jahre 1958 aus „Gesundheitsgründen“ in den Ruhestand versetzt.
Erhard Wetzel wurde für seine Verbrechen während der Zeit des Nationalsozialismus in der Bundesrepublik Deutschland nie zur Verantwortung gezogen. Im Zuge des Eichmann-Prozesses 1961 wurde seine Teilnahme an den Nachfolgekonferenzen zur Wannsee-Konferenz in der deutschen Öffentlichkeit bekannt. Wegen seiner Bezüge als Ministerialrat a. D. wurde ein Ermittlungsverfahren bei der Staatsanwaltschaft Hannover gegen ihn eingeleitet, allerdings am 9. Dezember 1961 eingestellt. Bezüglich der Denkschrift, die Wetzel am 25. November 1939 verfasst hatte, merkte die Staatsanwaltschaft beispielsweise an: „Der Inhalt der Denkschrift ist zwar niederträchtig und zeugt von einer gemeinen und rücksichtslosen Einstellung“, doch seien „noch verfolgbare Straftaten nicht ersichtlich“. Ferner lautete die Begründung:
„Wetzel ist Jurist, […] äußerst agil und körperlich und geistig offensichtlich ungebrochen. Es ist zu vermuten, dass er lange vor der Einleitung dieses Verfahrens gegen sich gerechnet hat. Es kann für ihn auch nicht schwer gewesen sein, sich […] über das vorliegende Material zu informieren. […] Dabei wird ihm wahrscheinlich nicht entgangen sein, dass das Beweismittel gegen ihn, soweit eine strafrechtliche Verfehlung in Betracht kommt, lückenhaft ist. Angesichts der vorliegenden Dokumente von ihm, die er nicht abstreiten konnte, lag es nahe, dass er sich auf Befehle und Weisungen seiner Dienstvorgesetzten berufen würde. […]“

## Wissensstand
Der Wissensstand über Erhard Wetzel ist bislang gering. Schon sein Name ist immer wieder falsch wiedergegeben worden. So gab der Historiker Gerald Reitlinger in seinem populären Buch The Final Solution (dt. „Die Endlösung“) 1953 als Vornamen Ernst an (noch in der 7. deutschsprachigen Auflage 1992), was etliche wissenschaftliche Autoren übernahmen. Das erschwerte die biografische Forschung erheblich. Erst ein Spiegel-Artikel stellte 1961 klar, dass es sich bei Erhard und Ernst Wetzel um dieselbe Person handelt. Neben „Ernst Wetzel“ fanden sich auch die irrtümlichen Namensvarianten „Ehrhard Wetzel“ und „Alfred Wetzel“.

## Schriften
- Erhard Wetzel: Der Ausschluß von Vereinsmitgliedern, insbesondere die Frage seiner gerichtlichen Nachprüfung in Literatur und Rechtsprechung. Weiße Ritter Voggenreiter, Potsdam 1928 (zugleich Dissertation, Universität Göttingen).